# Young Wise Men
『Young Wise Men』（ヤング・ワイズ・メン）は、カーネーションのファーストアルバム。

1988年3月25日にメトロトロン・レコードから発売。1995年10月10日、1997年7月10日、2004年9月10日に再発売。

2013年4月17日にP-VINEから「EARLY YEARS BOX」の中の一枚として再発売された。
ジャケットは靴底の写真。
アルバムタイトルはXTCの変名バンド、THREE WISE MENのもじり。

## 収録曲
1. ビーチで写真
2. 恋は底ぬけ
3. 頭の中の傷
4. いろいろあるさ
5. ハンバーガーですね
6. 防波堤のJ
7. YOUNG WISE MEN
8. きっとイクよ
9. ごきげんいかが工場長
10. バード・ソング
インストゥルメンタル。
11. 駅前喫茶
ボーカルは馬田裕次と棚谷祐一。
12. （かけ声）

（以下は2013年再発分のボーナス・トラック）
1. 防波堤のJ（Home Demo）
2. YOUNG WISE MEN（Home Demo）
3. ごきげんいかが工場長（Home Demo）